# Paykullia insularis
Paykullia insularis är en tvåvingeart som först beskrevs av Villeneuve 1911.  Paykullia insularis ingår i släktet Paykullia och familjen gråsuggeflugor. Inga underarter finns listade i Catalogue of Life.